# Beira Interior (província)
Para alguns geógrafos, a Beira Interior designava uma grande região do centro do País composta pela união da Beira Alta e da Beira Baixa; no entanto, nunca teve qualquer existência legal como província.
Era então constituída pelos 32 concelhos da Beira Alta e pelos 13 concelhos da Beira Baixa, perfazendo assim um total de 45 municípios. Incluiria assim a totalidade do distrito de Castelo Branco, a quase totalidade dos distritos da Guarda e Viseu, três concelhos do distrito de Coimbra e um do de Santarém.
Distrito de Castelo Branco: Belmonte, Castelo Branco, Covilhã, Fundão, Idanha-a-Nova, Oleiros, Penamacor, Proença-a-Nova, Sertã, Vila de Rei, Vila Velha de Ródão.
Distrito de Coimbra: Oliveira do Hospital, Pampilhosa da Serra, Tábua.
Distrito da Guarda: Aguiar da Beira, Almeida, Celorico da Beira, Figueira de Castelo Rodrigo, Fornos de Algodres, Gouveia, Guarda, Manteigas, Meda, Pinhel, Sabugal, Seia, Trancoso.
Distrito de Santarém: Mação.
Distrito de Viseu: Carregal do Sal, Castro Daire, Mangualde, Moimenta da Beira, Mortágua, Nelas, Oliveira de Frades, Penalva do Castelo, Penedono, Santa Comba Dão, São Pedro do Sul, Sátão, Sernancelhe, Tarouca, Tondela, Vila Nova de Paiva, Viseu, Vouzela.
Em adição, esta região poderia ainda incluir a região da Beira Trasmontana, abrangendo assim todo o distrito da Guarda (com o concelho de Vila Nova de Foz Côa), e a quase totalidade do de Viseu (com os concelhos de Armamar, Lamego, São João da Pesqueira e Tabuaço), elevando o número de concelhos da região a 49.